# Saint-Lambert-et-Mont-de-Jeux
Saint-Lambert-et-Mont-de-Jeux és un municipi francès situat al departament de les Ardenes i a la regió del Gran Est. L'any 2007 tenia 187 habitants.

## Demografia

### Població
El 2007 la població de fet de Saint-Lambert-et-Mont-de-Jeux era de 187 persones. Hi havia 76 famílies de les quals 16 eren unipersonals (8 homes vivint sols i 8 dones vivint soles), 28 parelles sense fills, 24 parelles amb fills i 8 famílies monoparentals amb fills.
La població ha evolucionat segons el següent gràfic:
Habitants censats

### Habitatges
El 2007 hi havia 95 habitatges, 74 eren l'habitatge principal de la família, 9 eren segones residències i 12 estaven desocupats. 92 eren cases i 3 eren apartaments. Dels 74 habitatges principals, 58 estaven ocupats pels seus propietaris i 16 estaven llogats i ocupats pels llogaters; 3 tenien dues cambres, 2 en tenien tres, 21 en tenien quatre i 48 en tenien cinc o més. 43 habitatges disposaven pel capbaix d'una plaça de pàrquing. A 30 habitatges hi havia un automòbil i a 35 n'hi havia dos o més.

### Piràmide de població
La piràmide de població per edats i sexe el 2009 era:
| Homes | Edats   | Dones |
| ----- | ------- | ----- |
| 0     | 95 o +  | 0     |
| 0     | 90 a 94 | 0     |
| 0     | 85 a 89 | 4     |
| 0     | 80 a 84 | 0     |
| 4     | 75 a 79 | 0     |
| 8     | 70 a 74 | 0     |
| 4     | 65 a 69 | 12    |
| 4     | 60 a 64 | 0     |
| 0     | 55 a 59 | 0     |
| 8     | 50 a 54 | 8     |
| 4     | 45 a 49 | 8     |
| 8     | 40 a 44 | 4     |
| 12    | 35 a 39 | 16    |
| 8     | 30 a 34 | 8     |
| 8     | 25 a 29 | 0     |
| 4     | 20 a 24 | 0     |
| 8     | 15 a 19 | 16    |
| 12    | 10 a 14 | 4     |
| 4     | 5 a 9   | 4     |
| 4     | 0 a 4   | 0     |

## Economia
El 2007 la població en edat de treballar era de 128 persones, 78 eren actives i 50 eren inactives. De les 78 persones actives 69 estaven ocupades (41 homes i 28 dones) i 9 estaven aturades (4 homes i 5 dones). De les 50 persones inactives 19 estaven jubilades, 13 estaven estudiant i 18 estaven classificades com a «altres inactius».

### Ingressos
El 2009 a Saint-Lambert-et-Mont-de-Jeux hi havia 75 unitats fiscals que integraven 166 persones, la mediana anual d'ingressos fiscals per persona era de 18.564 €.

### Activitats econòmiques
Dels 7 establiments que hi havia el 2007, 1 era d'una empresa de fabricació d'altres productes industrials, 1 d'una empresa de construcció, 4 d'empreses de serveis i 1 d'una entitat de l'administració pública.
L'únic servei als particulars que hi havia el 2009 era un paleta.
L'any 2000 a Saint-Lambert-et-Mont-de-Jeux hi havia 8 explotacions agrícoles que ocupaven un total de 904 hectàrees.

## Poblacions més properes
El següent diagrama mostra les poblacions més properes.